# Helnæs
Helnæs is een Deens schiereiland in de Kleine Belt die door middel van een 2,8 km lange dam, de Langøre, verbonden is met Agernæs en het zuidwesten van Funen. Op het schiereiland ligt het plaatsje Helnæs By, waar men de plaatselijke kerk, de Helnæs Kirke, kan vinden. Op de westpunt van het schiereiland staat een 28 m hoge vuurtoren, de Helnæs Fyr. Het schiereiland maakt deel uit van de gelijknamige parochie, Helnæs, behorende tot de gemeente Assens. De west- en zuidkust van Helnæs grenst aan de Kleine Belt en de oostkust grenst aan de Helnæs Bugt.